# Zduny
Zduny és una ciutat de Polònia que pertany al voivodat de Gran Polònia. Es troba a 6 km al sud-oest de Krotoszyn i a 90 km al sud de Poznań. El 2023 tenia 7.622 habitants.